# Période amarnienne

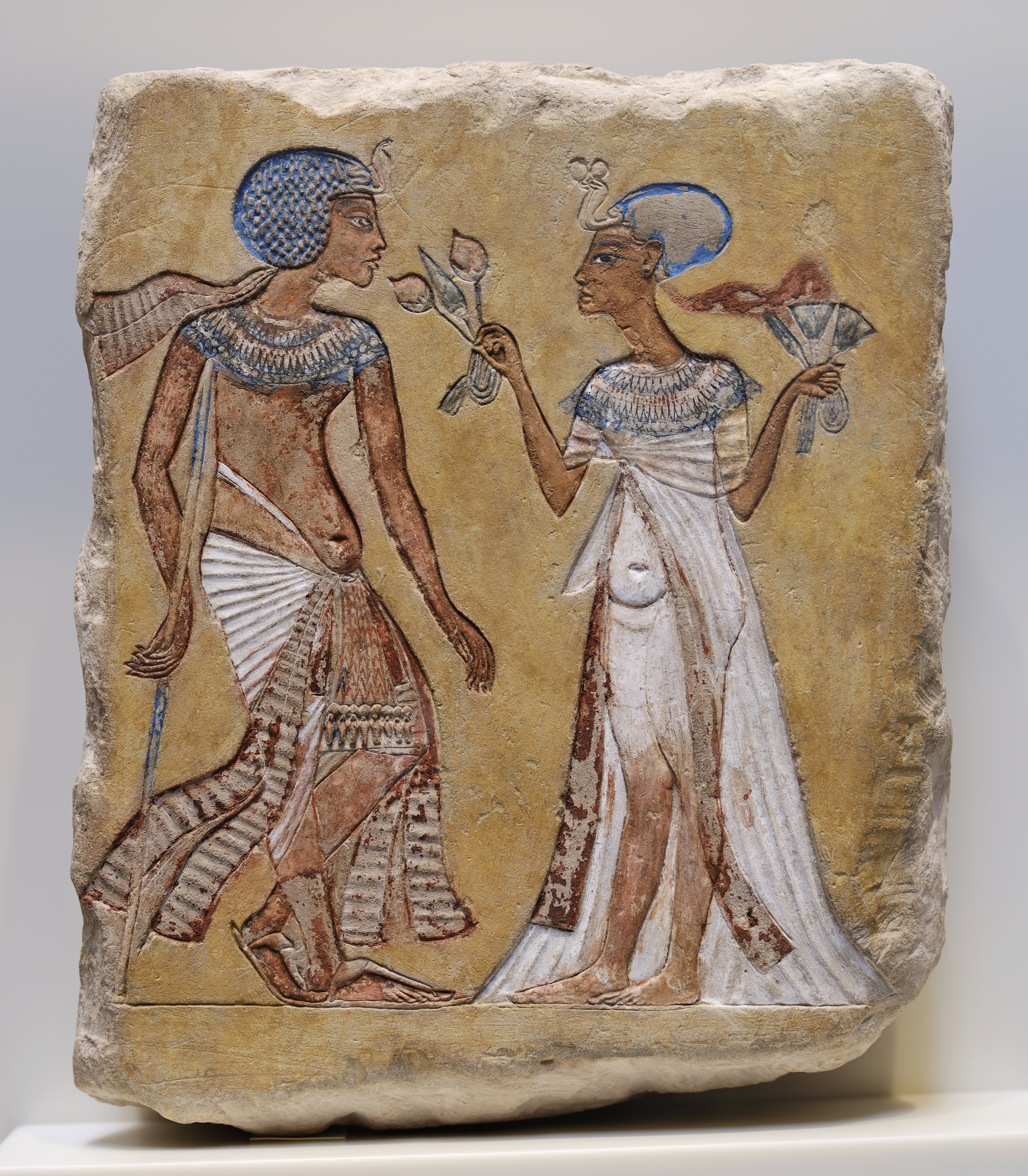
Relief d'un couple royal dans le style de la période amarnienne : soit Akhenaton et Néfertiti, Smenkhkarê et Mérytaton ou Toutânkhamon et Ânkhésenamon ; Musée égyptien de Berlin.

La période amarnienne désigne la période durant laquelle le pharaon Akhenaton (1353–1336 avant notre ère) régna dans sa nouvelle capitale, Akhetaton. Le nom arabe du site est Amarna, d'où l'adjectif amarnien, ienne.
Sur le plan religieux, cette période est marquée par un ensemble de réformes uniques dans l'histoire de l'Égypte ancienne : « le roi hérétique » proclame la suprématie du dieu solaire Aton, ferme les temples du dieu thébain Amon, interdit le culte des dieux traditionnels et confisque les biens du clergé au profit de l'État. 
En même temps, il abandonne Thèbes, la capitale religieuse, et édifie sa nouvelle capitale plus au nord, dans un lieu désertique de la Moyenne-Égypte, à Amarna. La cour, de même que la chancellerie royale, déménagent à Akhetaton et les notables qui suivent le roi dans sa nouvelle capitale se font creuser leurs sépultures dans les falaises entourant le site. Construite à la hâte et en grande partie en briques crues, la ville ne résiste pas à l'épreuve du temps, ni à la hargne des successeurs d'Akhenaton qui ont cherché à effacer toute trace de l'hérésie amarnienne.
Dans le domaine de l'art aussi, la période amarnienne est en rupture avec le passé : l'art amarnien se caractérise par une représentation des personnages, surtout de la famille royale, qu'on a qualifiée d'expressionniste ou de caricaturale. Cette représentation contraste avec une figuration délicate de la nature, un naturalisme où abondent les plantes, les fleurs et les animaux.

## Développements religieux
Akhenaton est à l'origine de la plus ancienne forme de monothéisme, bien que les origines d'un monothéisme pur fassent l'objet d'un débat permanent au sein de la communauté universitaire.
Cette période a vu de nombreuses innovations au nom et au service de la religion. Les Égyptiens de l'époque considéraient la religion et la science comme une seule et même chose. Auparavant, la présence de nombreux dieux expliquait les phénomènes naturels, Amon-Rê était considéré comme l'unique créateur et dieu du Soleil, mais pendant la période amarnienne, on assiste à une montée du monothéisme. La vision du dieu unique est vue à travers le poème intitulé « Hymne à Aton » :

« Lorsque tes mouvements disparaissent et que tu vas te reposer dans l'Akhet, la terre est dans les ténèbres, à la manière de la mort... les ténèbres une couverture, la terre dans le calme, avec celui qui les fait reposer dans son Akhet. La terre devient lumineuse une fois que vous êtes apparu dans l'Akhet, brillant au soleil disque par jour. Lorsque tu dissipes les ténèbres et que tu donnes tes rayons, les Deux Terres sont dans un festival de lumière. »

D'après ce poème, on peut voir que la nature de l'activité quotidienne du dieu tourne autour de la recréation de la terre sur une base quotidienne. Il se concentre également sur la vie présente plutôt que sur l'éternité.
Après le règne d'Amarna, ces croyances religieuses sont tombées en disgrâce.

## Femmes royales
Les femmes royales d'Amarna ont plus de textes conservés à leur sujet que toutes les autres femmes de l'Égypte antique. Elles jouaient un rôle important dans les fonctions royales et religieuses. Ces femmes étaient fréquemment dépeintes comme puissantes à part entière.
La reine Néfertiti était la force derrière la nouvelle religion monothéiste. Elle a donné naissance à six filles d'Akhenaton.
De nombreuses filles d'Akhenaton étaient aussi influentes, voire plus, que ses épouses. Akhenaton a donné à plusieurs de ses filles des titres de reine.

## Art
Sous le règne d'Akhenaton, le portrait royal connaît un changement radical. Les sculptures d'Akhenaton s'écartent de la représentation conventionnelle de la royauté. Il est représenté de façon androgyne et très stylisée, avec de larges cuisses, un torse mince, un ventre tombant, des lèvres pleines, un long cou et un long nez.

## Relations extérieures

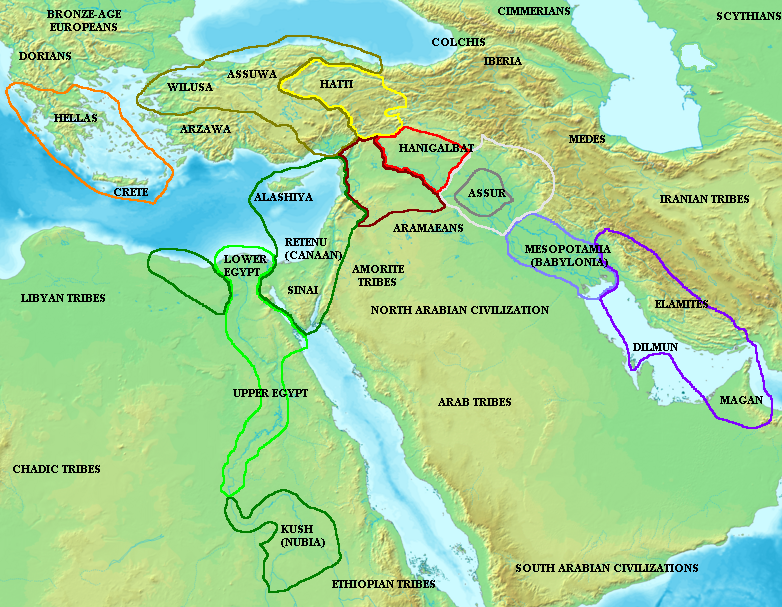
Carte du Proche-Orient ancien pendant la période amarnienne, montrant les grandes puissances de l'époque : Égypte (vert), Hatti (jaune), Babylone (violet), Assyrie (gris) et Mittani (rouge). Les zones plus claires indiquent un contrôle direct, les zones plus sombres représentent des sphères d'influence. L'étendue de la civilisation achéenne/mycénienne est représentée en orange.

Les Lettres d'Amarna présentent la correspondance entre les dirigeants de plusieurs empires : Babylone, Assyrie, Mitanni et Hatti, c'est-à-dire les grandes puissances de Mésopotamie, du Levant et d'Anatolie.

### Lettres d'Amarna

#### Déclaration introductive
« Dis à Nibmuareya, le roi d'Égypte, mon frère : Ainsi Tuiseratta, le roi de Mittani, ton frère. Pour moi tout va bien. Pour toi, tout va bien. Pour Kelu-Heba, que tout aille bien. Pour ta maison, pour tes femmes, pour tes fils, pour tes magnats, pour tes guerriers, pour tes chevaux, pour tes chars, et dans ton pays, que tout aille très bien. »

William Moran a expliqué comment la première ligne de ces documents est une série de bons vœux envers le monarque. Cela a permis à la diplomatie de se développer, ce qui a contribué à la paix relative de l'époque.

#### Fraternité
« Depuis que le messager de mon frère est arrivé ici, je n'ai pas été bien, et en aucune occasion son messager n'a mangé de la nourriture et bu des spiritueux en ma compagnie. Si vous interrogez... votre messager, il vous dira que je n'ai pas été bien et que, pour ce qui est de ma guérison, je ne suis toujours pas rétabli..... Pour ma part, je me suis mis en colère contre mon frère, en disant : « Mon frère n'a-t-il pas entendu que je suis malade ? Pourquoi ne s'est-il pas soucié de moi ? Pourquoi n'a-t-il pas envoyé de messager ici et ne m'a-t-il pas rendu visite » ? »

Ce passage démontre l'état d'esprit des dirigeants du monde proche-oriental de l'époque. Le « village élargi », imprégnait leurs pensées où ils prenaient l'idée de fraternité. Ils étaient liés par des mariages politiques, mais c'est l'idée d'un village de clans qui justifie les bons vœux et les informations sur la santé des monarques eux-mêmes. Les monarques semblent avoir très peu conscience de la durée des voyages entre eux et ont très probablement considéré que la vision du monde villageois dans laquelle ils vivaient était applicable à la correspondance lointaine des lettres d'Amarna. Les érudits ont fait remarquer que pour démontrer une bonne amitié, il fallait se situer au niveau pratique d'un flux constant de dons de cadeaux. Cette demande de cadeaux est constante dans les différentes correspondances avec les Grands Rois.